# Ligne de La Guerche-sur-l'Aubois à Marseille-lès-Aubigny
La ligne de La Guerche-sur-l'Aubois à Marseille-lès-Aubigny est une ligne de chemin de fer française dans le département du Cher, à voie unique, utilisée uniquement par un trafic fret hebdomadaire pour la desserte de la cimenterie Calcia.
Elle se greffe sur la ligne de Vierzon à Saincaize, en gare de La Guerche-sur-l'Aubois, et franchit cette ligne par un saut-de-mouton.
Mise en service en 1906, elle faisait partie du réseau du Cher, construit à voie métrique (section de La Guerche-sur-l'Aubois jusqu'à Veaugues sur la ligne de Bourges à Cosne).
La ligne de 18 km était à double écartement de 1938 à 1951, puis à écartement normal depuis cette date.
Primordiale pour la cimenterie, la ligne a été rénovée en 2015 pour un montant de 4,2 millions d'euros. 